# Poke (plat)
Pour les articles homonymes, voir Poke.
Le poke ou poké (po.ke, « coupé en morceaux », en hawaïen) est une spécialité culinaire traditionnelle de la cuisine hawaïenne, à base de poisson cru mariné, coupé en dés (généralement du thon, saumon ou poulpe) assaisonné et servi avec des accompagnements comme entrée ou en plat principal. Il est également répandu dans le monde sous la forme moderne de poke bowl (ou « bol de poké » au Québec).

## Histoire
Le poke hawaïen traditionnel est préparé avec du poisson cru désarêté, généralement coupé en cubes. Il n'est à l'origine pas servi avec du riz mais avec des condiments traditionnels du terroir hawaïen de bord d'océan tels que sel de mer, noix de  bancoulier et algues.

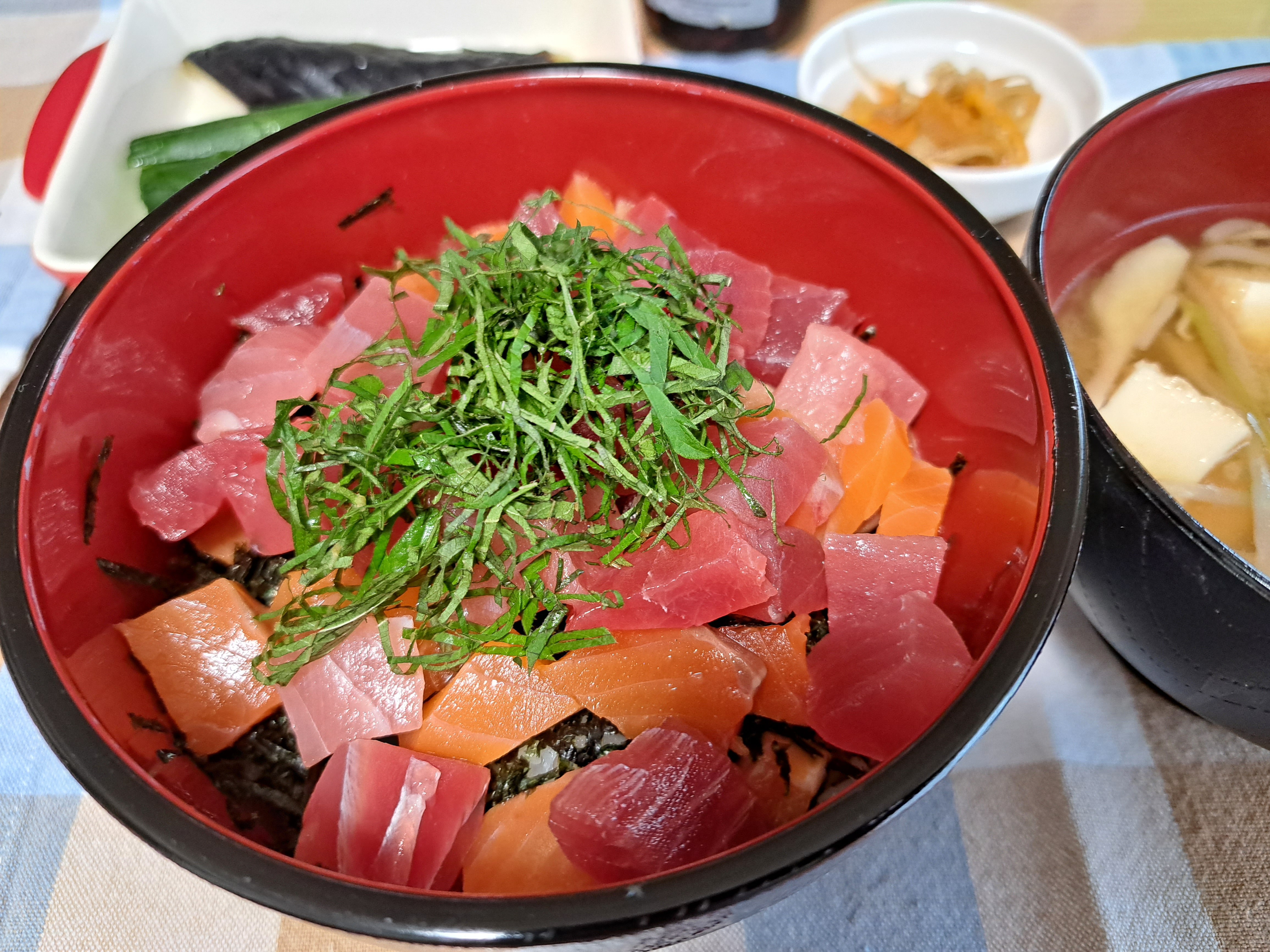
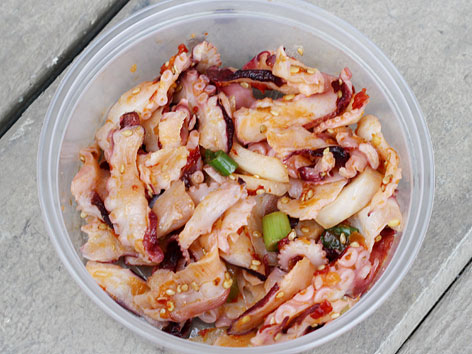
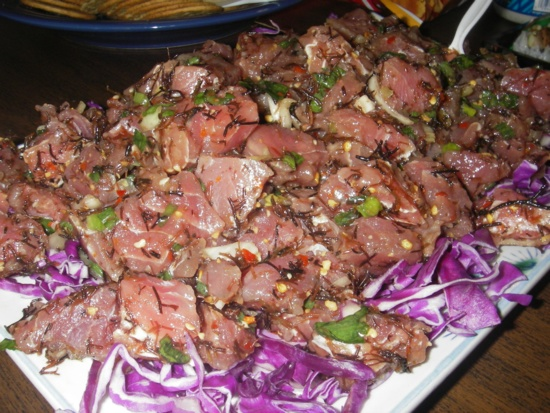

Hawaï est découvert en 1778 par l'explorateur britannique James Cook, avant de devenir le 50e État des États-Unis en 1959. Selon l'historienne de l'alimentation anglaise Rachel Laudan (en), la forme actuelle du poke de la culture Tiki est devenue populaire vers les années 1970. Elle était à base de poisson cru sans peau, désarêté et en filets, servi avec du sel de mer hawaïen, des algues et de la noix de kukui moulue grillée et rôtie. Cette forme de poke traditionnel est encore courant dans les îles hawaïennes, et sa forme moderne est devenue un des éléments de la culture Tiki et de la surf culture touristique hawaïenne.

## Poke bowl
À partir des années 2010, le poke bowl (variante culinaire moderne du poke hawaïen traditionnel) gagne en popularité avec des chaînes de restauration rapide hawaïennes d'alimentation saine de la côte ouest des États-Unis, puis des États-Unis, puis dans le monde,,,,. Le poke bowl est élaboré et présenté dans un grand bol à la façon d'une salade composée et des chirashi et donburi de la cuisine japonaise, avec la possibilité de le personnaliser à la demande avec un choix d'ingrédients selon les préférences de chacun. 

Quelques exemples de poke bowl
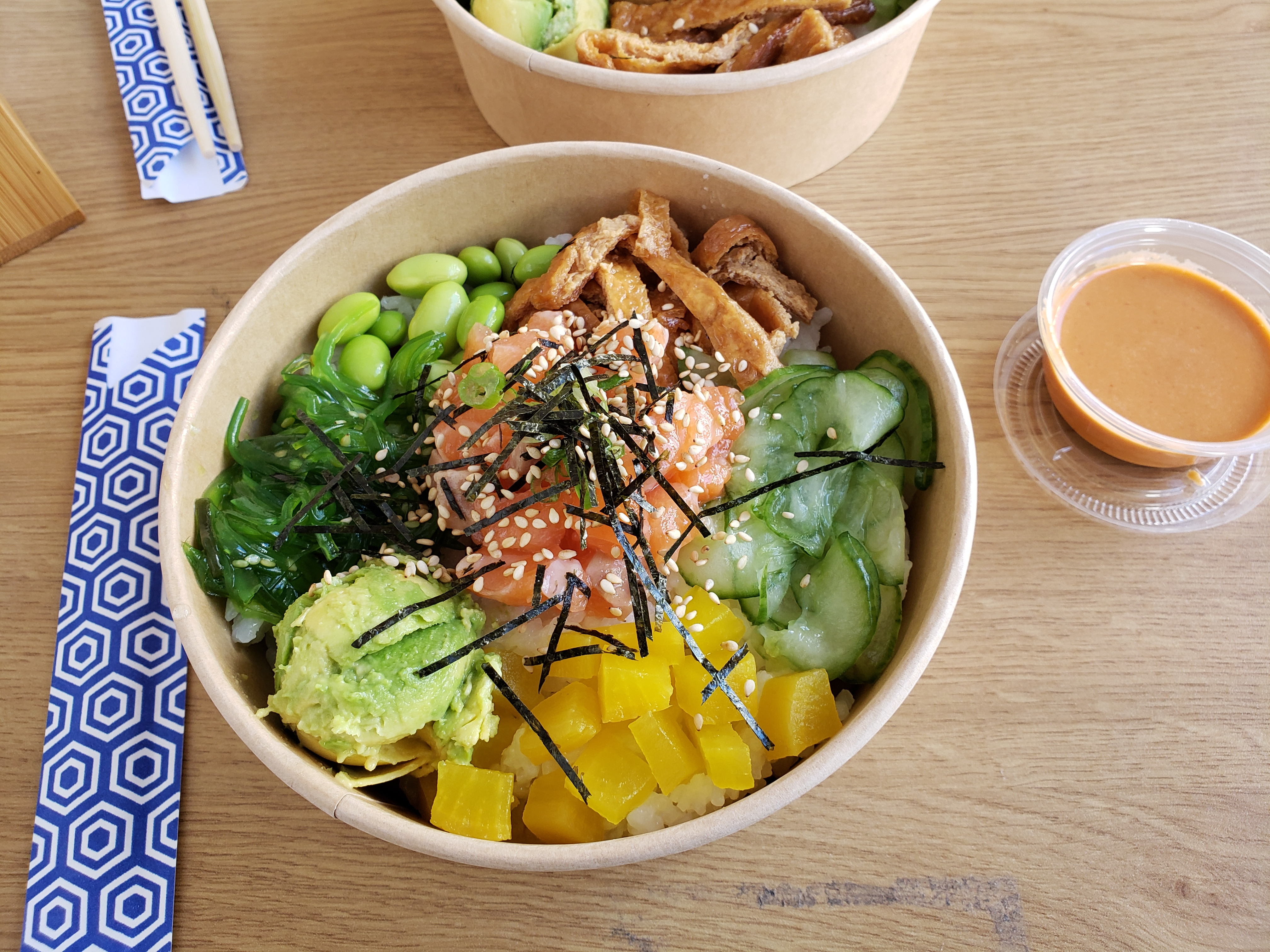
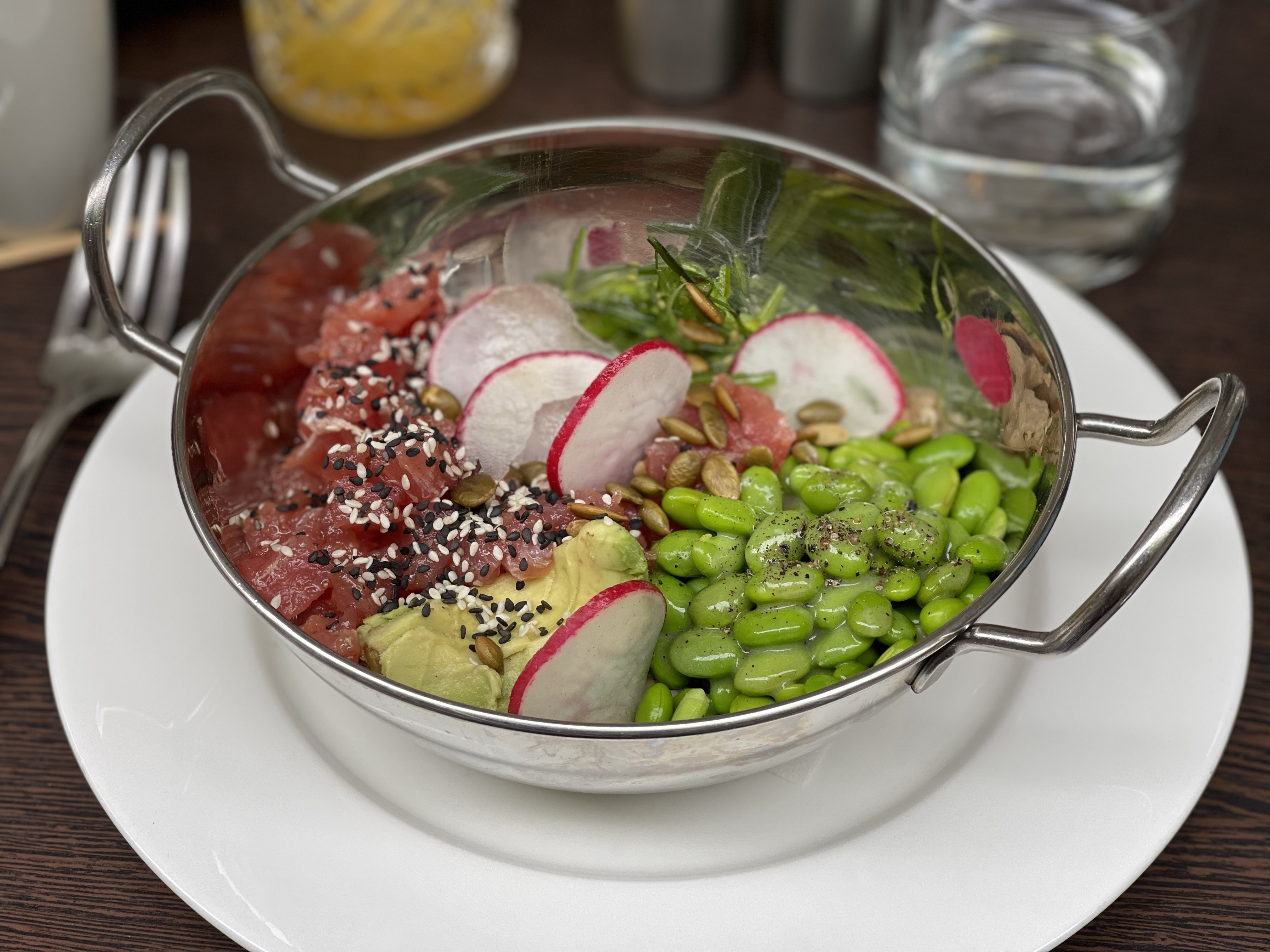
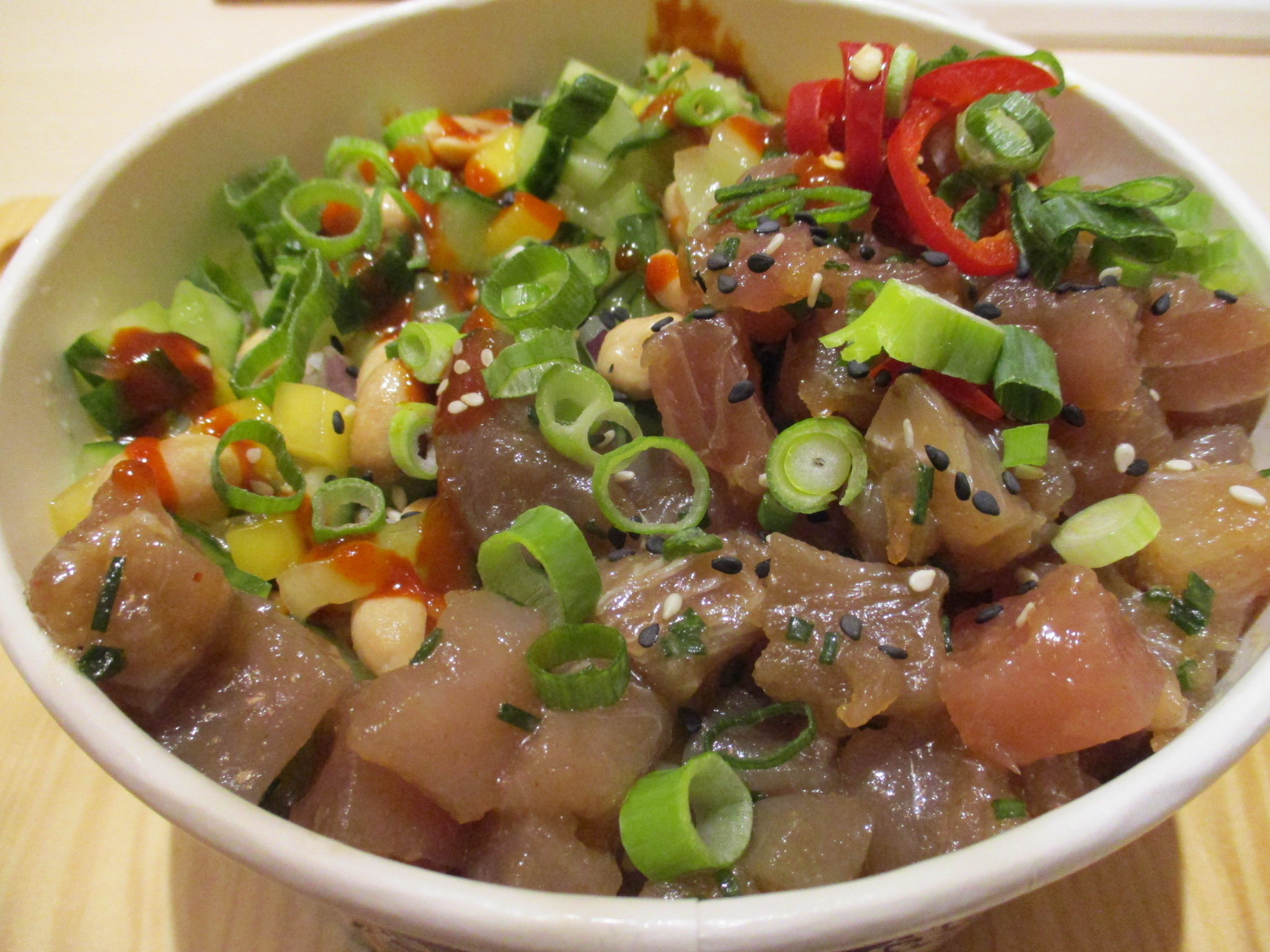
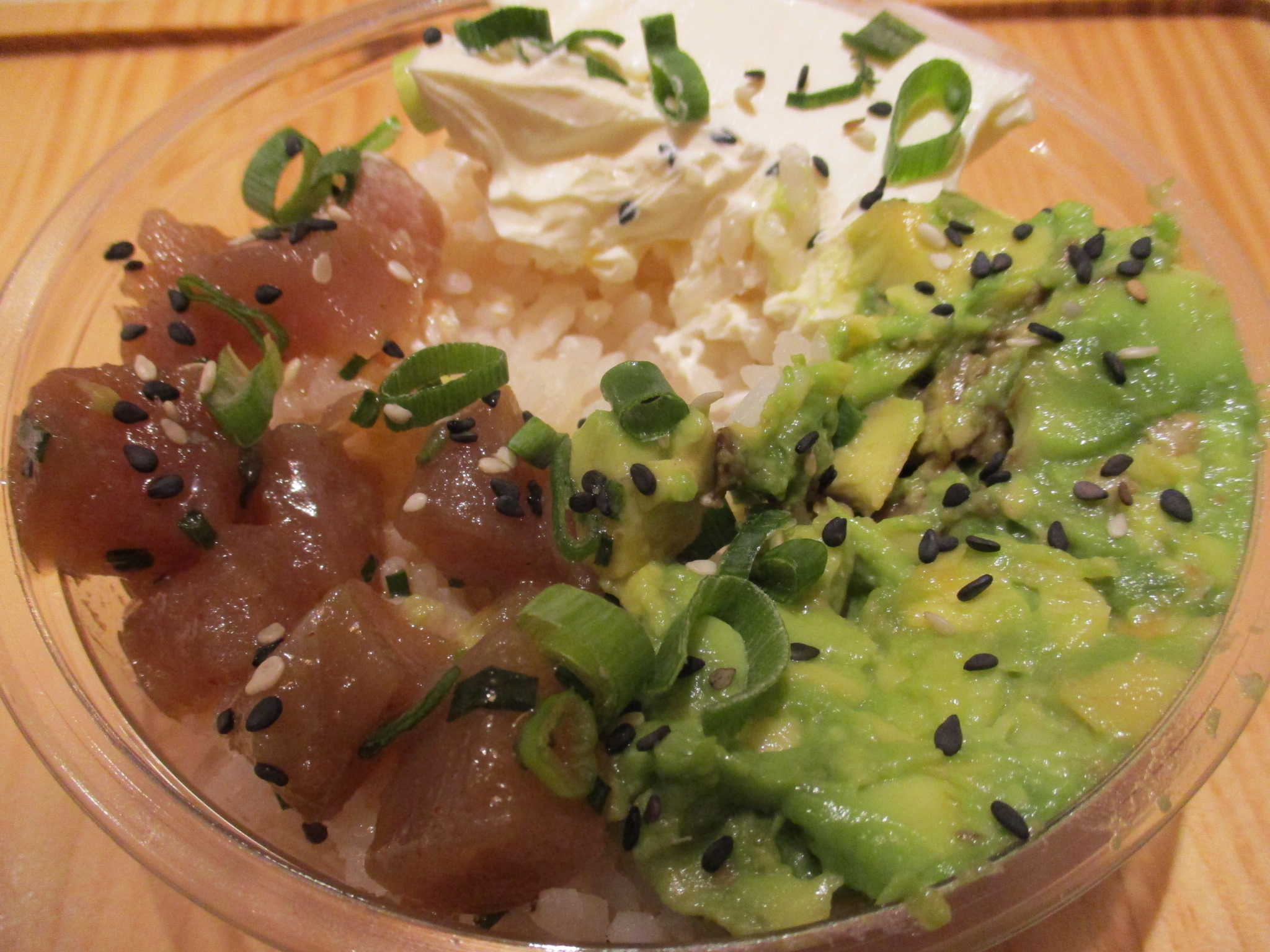
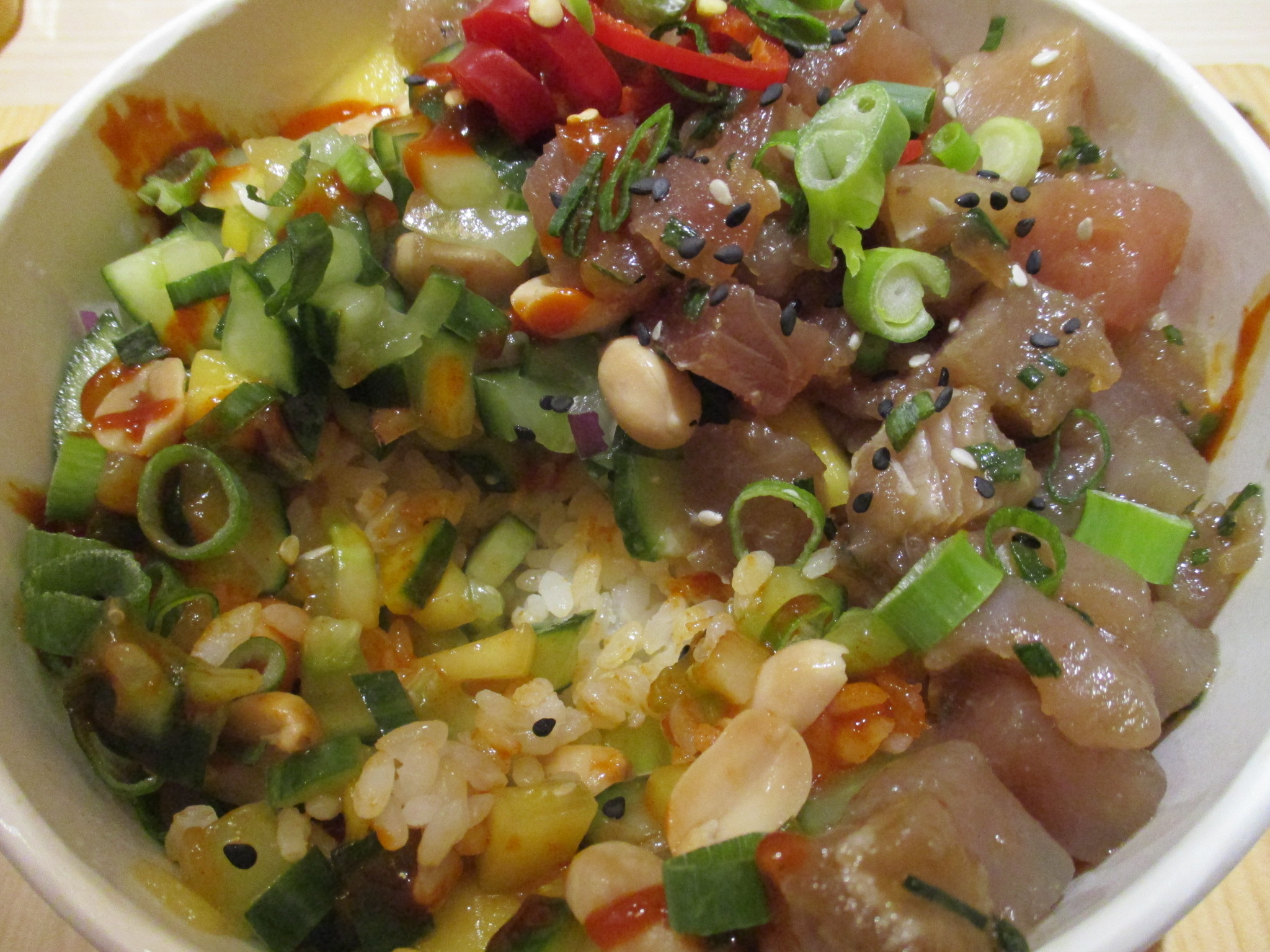

De 2014 à la mi-2016 « le nombre de restaurants hawaïens sur la plateforme internet Foursquare, y compris ceux qui servent du poke » a doublé, passant de 342 à 700. Ces variantes exotiques du plat traditionnel sont généralement composées de thon, saumon, daurade, poulpe, crevettes ou tofu  marinés, sur un fond de riz à sushi vinaigré, servis avec un mélange de crudités et condiments froids, tels que carotte, concombre, avocat, tomate, chou rouge, radis, fèves de soja, noix de cajou, algue, gingembre, champignons, oignons frits, citron vert, piment mariné, sauce ponzu, sauce teriyaki, sauce sriracha, sauce de soja, sauce d'huître, huile de sésame, coriandre, graine de sésame, avec des variantes sucré-salé possibles à base de pamplemousse, mangue, ananas, ou banane.

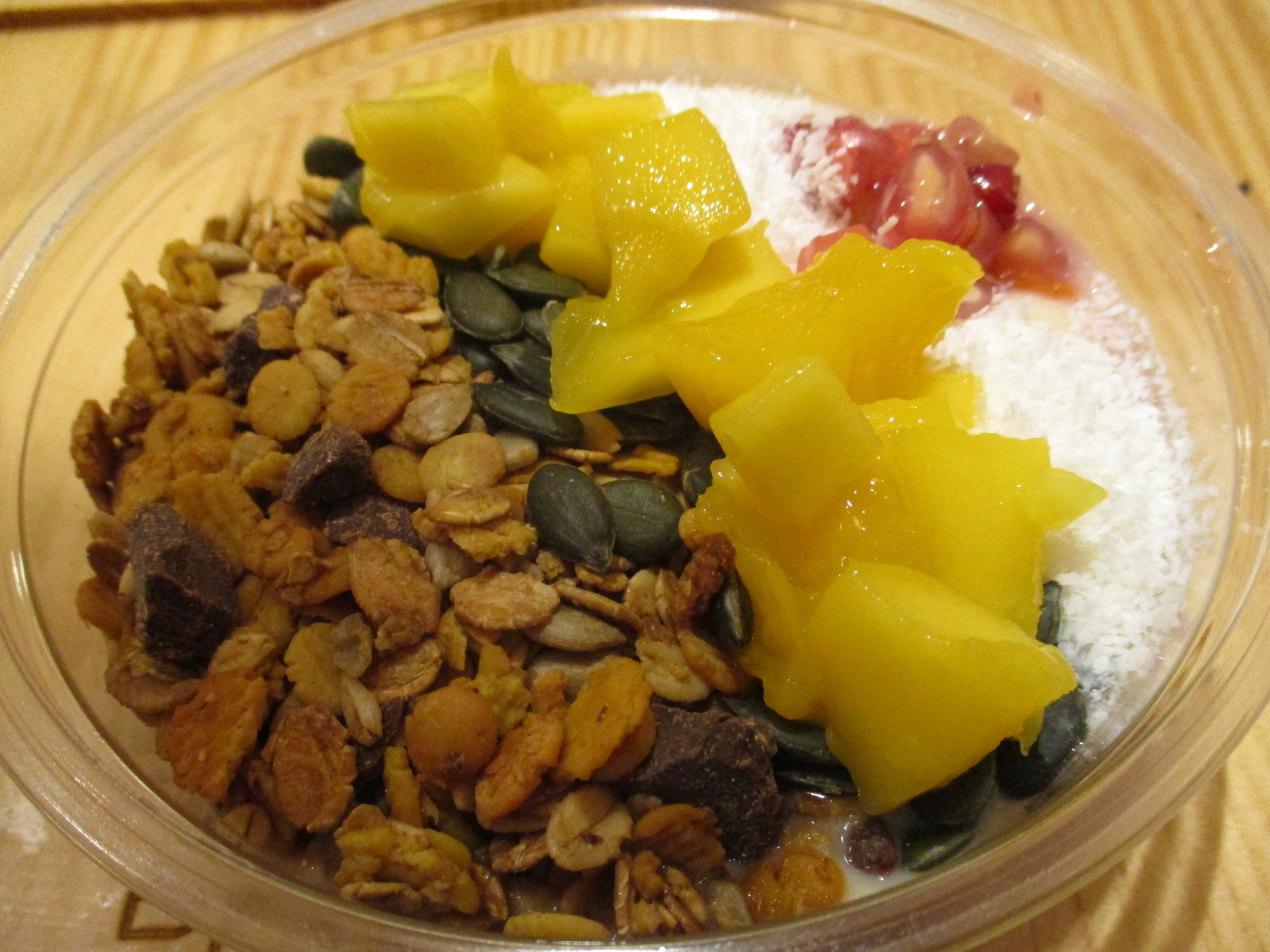
Poke bowl aux céréales et fruits.

Des variantes de poke bowl à base de céréales et morceaux de fruits (pépite de chocolat, raisin sec, ananas, mangue, banane, pomme, poire, kiwi, fraise, framboise, grenade, noix de coco) peuvent faire office de dessert.

## Quelques variantes
Le poke a les mêmes origines culinaires et linguistiques que d'autres salades de poisson polynésiennes, telles que le poisson cru à la tahitienne (i'a ota) de Tahiti, ika mata des Îles Cook , oka de Samoa, kokoda des Fidji ou encore blaff de poissons de la cuisine antillaise.
Les sashimi, tataki, chirashi et donburi sont des variantes de la cuisine japonaise. Les carpaccio et tartare de poisson cru sont des variantes européennes. Le hoe-deopbap coréen, le thon cru mariné servi sur du riz, et le ceviche d'Amérique du Sud présentent certaines similarités avec le poke.

## Festival dupoke bowl
Le chef-cuisinier hawaïen Sam Choy organise tous les ans le festival du poke bowl (« Kauai Poke Fest ») sur l’île Kauai de l'archipel d'Hawaï.